# Шищенко, Сергей Юрьевич
Серге́й Ю́рьевич Ши́щенко (укр. Сергій Юрійович Шищенко; род. 13 января 1976, Сиряки, Харьковская область) — украинский футболист, нападающий. В прошлом игрок национальной сборной Украины. Известен по выступлениям за донецкий «Металлург», лучший бомбардир чемпионата Украины 2001/02. Является одним из рекордсменов по количеству сыгранных матчей в чемпионате Украины. Единственный футболист, которому удалось сделать хет-трик в двух матчах подряд в рамках высшего дивизиона украинского чемпионата. Провёл более 450 официальных матчей в составе украинских команд за годы независимости, после завершения активной карьеры игрока стал футбольным тренером.

## Биография

### Игровая карьера
Большую часть своей карьеры провёл в донецком «Металлурге». Также играл в клубах: «Металлист» (Харьков), «Шахтёр» (Донецк), «Черноморец» (Одесса), «Металлург» (Запорожье) и «Кривбасс» (Кривой Рог). Был в аренде в «Ниве» (Тернополь) и «Ильичёвце» (Мариуполь).
На клубном уровне выступал под руководством таких тренеров как: Мирон Маркевич, Вячеслав Грозный, Николай Павлов, Валерий Яремченко, Семён Альтман, Николай Костов и Александр Севидов.

#### Клубная
Пройдя школу харьковского «Юпитера», на 17-летнего Сергея обратил внимание тренерский штаб харьковского «Металлиста». В 1993 году Шищенко подписал свой первый профессиональный контракт, который позволил ему 20 июня того же года дебютировать в Высшей лиге Украины.
Перед сезоном 1994/95 Шищенко подписывает контракт с донецким «Шахтёром» и под руководством Валерия Яремченко дебютирует в его команде. Проведя 9 матчей (1 гол) в чемпионате и 3 матча в Кубке Украины, он был отдан в аренду в тернопольскую «Ниву», в связи с уходом главного тренера.
С возвращением Яремченко Шищенко возвращается из аренды и проводит полноценный сезон в составе «горняков» (14 матчей в чемпионате, 3 матча в кубке и 3 в еврокубке). За годы, которые Шищенко провёл в Донецке, он стал обладателем двух Кубков Украины и серебряным призёром чемпионата страны. После чего выступал за «Кривбасс», русскую «Балтику» и запорожский «Металлург».
В 1999 году Семён Альтман пригласил 23-летнего Шищенко в состав донецкого «Металлурга», где в дебютном сезоне он забил 8 голов в 25 матчах. В сезоне 2001/02 стал лучшим бомбардиром чемпионата; команда дважды подряд становилась бронзовым призёром. После аренды в мариупольский «Ильичевец», где отыграл 25 матчей (5 голов) в чемпионате, 2 матча в кубке и 4 матча в Кубке УЕФА, вернулся в состав «металлургов», где в третий раз стал бронзовым призёром чемпионата Украины.
В следующем сезоне Шищенко провёл 25 матчей (19 матчей (8 голов) в чемпионате, 2 матча в Кубке Украины и 4 матча (3 гола) в Кубке УЕФА) и перешёл в «Металлург» (Запорожье), с которым дошёл до финала Кубка Украины.
В 2006 году Семён Альтман пригласил Шищенко в состав одесского «Черноморца», где он провёл два полноценных сезона. Выйдя в общем счёте 67 раз на футбольное поле (4 матча (1 гол) в Кубке УЕФА, 4 матча в Кубке Интертото, 5 матчей в Кубке Украины и остальные в чемпионате страны отличившись при этом 4 раза), в 32-летнем возрасте вернулся в состав «Металлурга», где после двух сезонов завершил карьеру футболиста.

#### В сборной
За сборную Украины сыграл 14 матчей и отметился одним голом. Дебют состоялся 15 августа 2001 года в товарищеском матче против сборной Латвии.
Вызывался на отборочные матчи к чемпионату мира 2002, в том отборочном цикле сборная под руководством Валерия Лобановского заняла второе место в турнирной таблице и вышла в плей-офф, где уступила сборной Германии. После этого вызывался на товарищеские матчи перед отбором на чемпионат Европы 2004 но уже под руководством Леонида Буряка, а после его отставки вызывался Олегом Блохиным.
В 1996 году провёл 4 матча за молодёжную сборную Украины, где отметился одним голом. Также в 1994 году играл за юношескую сборную до 18 лет.
С 2018 года выступает в составе ветеранской сборной Украины.

### Тренерская карьера
В январе 2010 года стал главным тренером дубля донецкого «Металлурга» (в декабре 2012 года получил тренерскую лицензию PRO), где проработал до 2015 года, после чего перешёл на аналогичную должность в «Сталь» (Днепродзержинск). Под его руководством дублёры «металлургов» в течение пяти лет занимали с 6 по 11 место в турнирной таблице. А с приходом Шищенко в состав «сталеваров», молодёжный состав по завершении сезона занял 4 место в молодёжном чемпионате Украины.
В начале лета 2016 года Александр Севидов пригласил Шищенко в свой тренерский штаб мариупольского «Ильичёвца». Но сотрудничество продолжалось недолго, поскольку Шищенко принял приглашение возглавить черновицкую «Буковину». В конце декабря того же года подал в отставку. Команда под его руководством сыграла 20 официальных матчей (5 побед, 4 ничьи и 11 поражений).
С января 2017 года главный тренер юношеской команды донецкого «Шахтёра». В сезоне 2016/17 его подопечные завоевали бронзовые награды юношеского чемпионата. А в сезоне 2017/18 подопечные Шищенко принимали участие в юношеской Лиге чемпионов, где заняли 3-место в своей группе, имея в своём активе две победы, одну ничью и три поражения. В мае 2018 года освобождён от занимаемой должности.
В декабре того же года возглавил МФК «Николаев», выступающий в первой украинской лиге. В этом клубе он проработал до середины октября 2019 года, а команда в итоге под его руководством провела 27 официальных матчей (10 побед, 7 ничьих и 10 поражений).
В сезоне 2020/21 тренировал житомирский клуб «Полесье», который под его руководством сыграл 33 официальных матчей (11 побед, 8 ничьих и 14 поражений). До конца лета 2024 года оставался в системе «Полесья», тренируя также связанный с «Полесьем» футбольный клуб «Звягель». Весной 2024 года стал исполняющим обязанности главного тренера житомирской команды. Под руководством Шищенко команда заняла 5-е место, которое позволило «Полесью» впервые в истории попасть в еврокубки — квалификацию Лиги Конференций УЕФА 2024/2025. 
С 5 сентября 2024 года Сергей Шищенко возглавляет «Оболонь». После сохранения прописки в чемпионате (команда заняла 11-е место), Шищенко попрощался с клубом и вернулся в черновицкую «Буковину».

## Достижения

### Командные

#### В качестве игрока
«Шахтёр» (Донецк)
- Обладатель Кубка Украины (2): 1995, 1997
- Серебряный призёр чемпионата Украины: 1996/97

«Металлург» (Донецк)
- Бронзовый призёр чемпионата Украины (3): 2001/02, 2002/03, 2004/05

«Металлург» (Запорожье)
- Финалист Кубка Украины: 2006

### Личные

#### В качестве игрока
- Лучший бомбардир чемпионата Украины: 2001/02
- Лучший бомбардир в истории донецкого «Металлурга»
- В списке лучших футболистов года в Украине (7): 2001, 2002, 2003, 2004, 2005, 2007, 2008
- В списке 33 лучших футболистов Украины (4):
  - Лучший левый полузащитник чемпионата Украины (2): 2001, 2002
  - Второй лучший левый полузащитник чемпионата Украины: 2005
  - Третий лучший нападающий чемпионата Украины: 2003
- Первый игрок, забивший 2 хет-трика в двух матчах подряд: 2005 год
- Член символического клуба Александра Чижевского: 363 матча
- Член символического клуба Сергея Реброва: 54 гола

### Награды
- Медаль «За труд и победу»: 2006 год

## Статистика выступлений

### Клубная
- В Высшей/Премьер лиге Украины провёл 363 матчей, забил 54 гола.
- В Кубке Украины провёл 44 матча, забил 8 голов.
- В Еврокубках провёл 21 матч, забил 5 голов.

### В сборной
| Сборная        | Год   | Игры | Голы |
| -------------- | ----- | ---- | ---- |
| Украина (U-21) | 1996  | 4    | 1    |
| Украина (U-21) | Всего | 4    | 1    |
| Украина        | 2001  | 5    | 0    |
| Украина        | 2002  | 5    | 1    |
| Украина        | 2004  | 1    | 0    |
| Украина        | 2005  | 3    | 0    |
| Украина        | Всего | 14   | 1    |

| Матчи Сергея Шищенко за сборную Украины | Матчи Сергея Шищенко за сборную Украины | Матчи Сергея Шищенко за сборную Украины | Матчи Сергея Шищенко за сборную Украины | Матчи Сергея Шищенко за сборную Украины | Матчи Сергея Шищенко за сборную Украины | Матчи Сергея Шищенко за сборную Украины |
| №                                       | Дата                                    | Дома / в гостях                         | Оппонент                                | Счёт                                    | Голы                                    | Соревнование                            |
| --------------------------------------- | --------------------------------------- | --------------------------------------- | --------------------------------------- | --------------------------------------- | --------------------------------------- | --------------------------------------- |
| 1                                       | 15 августа 2001                         | г                                       | Сборная Латвии                          | 1:0                                     | ---                                     | Товарищеский матч                       |
| 2                                       | 5 сентября 2001                         | д                                       | Сборная Армении                         | 3:0                                     | ---                                     | Отборочный матч ЧМ 2002                 |
| 3                                       | 6 октября 2001                          | г                                       | Сборная Польши                          | 1:1                                     | ---                                     | Отборочный матч ЧМ 2002                 |
| 4                                       | 10 ноября 2001                          | д                                       | Сборная Германии                        | 1:1                                     | ---                                     | Отборочный матч ЧМ 2002 (СМ)            |
| 5                                       | 14 ноября 2001                          | г                                       | Сборная Германии                        | 1:4                                     | ---                                     | Отборочный матч ЧМ 2002 (СМ)            |
| 6                                       | 21 марта 2002                           | г                                       | Сборная Японии                          | 0:1                                     | ---                                     | Товарищеский матч                       |
| 7                                       | 27 марта 2002                           | г                                       | Сборная Румынии                         | 1:4                                     | 1                                       | Товарищеский матч                       |
| 8                                       | 17 апреля 2002                          | д                                       | Сборная Грузии                          | 2:1                                     | ---                                     | Товарищеский матч                       |
| 9                                       | 17 мая 2002                             | г                                       | Сборная Югославии                       | 2:0                                     | ---                                     | Товарищеский матч                       |
| 10                                      | 19 мая 2002                             | г                                       | Сборная Беларуси                        | 0:2                                     | ---                                     | Товарищеский матч                       |
| 11                                      | 18 февраля 2004                         | г                                       | Сборная Ливии                           | 1:1                                     | ---                                     | Товарищеский матч                       |
| 12                                      | 3 сентября 2005                         | г                                       | Сборная Грузии                          | 1:1                                     | ---                                     | Отборочный матч ЧМ 2006                 |
| 13                                      | 7 сентября 2005                         | д                                       | Сборная Турции                          | 0:1                                     | ---                                     | Отборочный матч ЧМ 2006                 |
| 14                                      | 12 октября 2005                         | д                                       | Сборная Японии                          | 1:0                                     | ---                                     | Товарищеский матч                       |

## Тренерская статистика
Данные откорректированы по состоянию на 15 августа 2025 года.
| Буковина        | 30 июня 2016     | 28 декабря 2016 | 20  | 5  | 4  | 11 | 025,00 |
| Николаев        | 6 декабря 2018   | 13 октября 2019 | 28  | 10 | 7  | 11 | 035,71 |
| Полесье         | 7 июля 2020      | 13 июня 2021    | 33  | 11 | 8  | 14 | 033,33 |
| Звягель         | 14 сентября 2023 | 11 марта 2024   | 11  | 10 | 0  | 1  | 090,91 |
| Полесье (и. о.) | 11 марта 2024    | 26 мая 2024     | 11  | 5  | 2  | 4  | 045,45 |
| Оболонь         | 5 сентября 2024  | 6 июня 2025     | 25  | 8  | 7  | 10 | 032,00 |
| Буковина        | 20 июня 2025     |                 | 3   | 1  | 2  | 0  | 033,33 |
| Итого           | Итого            | Итого           | 131 | 50 | 30 | 51 | 038,17 |